# Euphemus Linea
L'Euphemus Linea è una struttura geologica della superficie di Europa.